# Andemad
Andemad (Lemna) er en slægt med 13-15 arter, der er udbredt i hele verden med undtagelse af de arktiske og subarktiske egne. Det er en- eller flerårige, urteagtige og fritsvømmende vandplanter med flydeblade, der er lancetformede til ovale med hel eller tandet rand. Vævet i bladene indeholder luftrum, som holder planten flydende. Den bladagtige del af planten har to sidespalter, der er åbne nedad, og herfra vokser nye skud frem. Hvert "blad" har sin egen rod. Der er 1-2 blomster pr. "blad", men de er omgivet af et hindeagtigt skæl. Frugterne er små knuder med 1-5 frø.
| Beskrevne arter |

- Tyk andemad (Lemna gibba)
- Liden andemad (Lemna minor)
- Korsandemad (Lemna trisulca)

| Andre arter |

- Lemna aequinoctialis
- Lemna disperma
- Lemna japonica
- Lemna minuta
- Lemna obscura
- Lemna perpusilla
- Lemna tenera
- Lemna turionifera
- Lemna valdiviana
- Lemna yungensis

Stor Andemad henregnes til slægten Andemad (Spirodela). Derfor skal den søges dér.